# Salgir
Salgir (ukrajinsky Салгір – Salhir, rusky Салгир, krymsky Salğır) je řeka na Krymu (Autonomní republika Krym), sporném území považovaném za část Ukrajiny, ale ovládaném od Krymské krize Ruskem. Je 204 km dlouhá. Povodí má rozlohu 3750 km².

## Průběh toku
Má dva pramenné toky Angara a Kizil-Koba, které stékají ze svahů Čatyrdagu. Na horním toku teče úzkou soutěskou a na dolním toku stepí v široké rovině. Ústí do zálivu Sivaš v západní části Azovského moře.

## Vodní stav
Zdroj vody je smíšený. Průměrný průtok ve vzdálenosti 36 km od ústí je 2,27 m³/s. Nejvyšší stavy jsou od prosince do května. V létě je vody velmi málo a pod Simferopolem až k ústí přítoku Bijuk-Karasu každoročně vysychá.

## Využití
Na řece byla vybudována Simferopolská přehrada (rozloha 3,2 km²) a řeku také protíná Severokrymský kanál. Využívá se k zásobování vodou a na zavlažování.